# Wildsee (Wildbad)
De Wildsee tussen Bad Wildbad en Gernsbach is een meer in het noordelijke Zwarte Woud in Baden-Württemberg. Het hoogveengebied rondom het meer geldt als het grootste natuurlijke hoogveengebied van Duitsland. Het meer heeft een oppervlakte van 2,3 hectare en ligt op een hoogte van 909 meter boven zeeniveau.